# Municipio de Horton (Pensilvania)
El municipio de Horton (en inglés: Horton Township) es un municipio ubicado en el condado de Elk en el estado estadounidense de Pensilvania. En el año 2000 tenía una población de 1.574 habitantes y una densidad poblacional de 10.7 personas por km².

## Geografía
El municipio de Horton se encuentra ubicado en las coordenadas 41°22′00″N 78°46′59″O / 41.36667, -78.78306.

## Demografía
Según la Oficina del Censo en 2000 los ingresos medios por hogar en la localidad eran de $34,688 y los ingresos medios por familia eran de $38,964. Los hombres tenían unos ingresos medios de $32,286 frente a los $21,477 para las mujeres. La renta per cápita de la localidad era de $18,189. Alrededor del 7,2% de la población estaba por debajo del umbral de pobreza.